# Belloy-Saint-Léonard

 Belloy-Saint-Léonard  es una comuna y población de Francia, en la región de Picardía, departamento de Somme, en el distrito de Amiens y cantón de Hornoy-le-Bourg.
Su población en el censo de 1999 era de 102 habitantes.
Está integrada en la Communauté de communes du Sud-Ouest Amiénois .

## Demografía
| 134 | 103 | 113 | 107 | 97 | 102 |
| Para los censos de 1962 a 1999 la población legal corresponde a la población sin duplicidades (Fuente: INSEE [Consultar]) |     |     |     |    |     |

## Personas relacionadas con la comuna
- Mariscal Leclerc de Hauteclocque, nacido en Belloy-St-Léonard el 22 de noviembre de 1902.